# George J. Folsey
George Joseph Folsey (født, 2. juli 1898, død 1. november 1988) var en amerikansk filmfotograf, der arbejdede på 162 produktioner mellem 1919 og hans pensionering i 1976.
Folsey var nomineret til en Oscar for bedste fotografering tretten gange, men vandt aldrig. I 1968 vandt han en Emmy for bedste fotografering, for en dokumentarfilm om kunstskøjteløberen Peggy Fleming.

## Udvalgte film
- Reunion in Vienna (1933)
- Spion 13 (1934)
- En pragtfuld tøs (1936)
- Kærlighed og musik (1943)
- Meet Me in St. Louis (1944)
- The White Cliffs of Dover (1944)
- De grønne år (1946)
- Den grønne delfins gade (1947)
- Den gyldne havfrue (1952)
- Alle brødrene var tapre (1953)
- Syv brude til syv brødre (1954)
- Chefen er død (1954)
- Balkonen (1963)